# Garrett Bender
Garrett Bender (2 de dezembro de 1991) é um jogador de rugby sevens estadunidense.

## Carreira
Garrett Bender integrou o elenco da Seleção Estados Unidos de Rugbi de Sevens, na Rio 2016, que foi 9º colocada.